# 1. Līga 2001
La 1. Līga 2001 è stata la 10ª edizione della seconda divisione del calcio lettone dalla ritrovata indipendenza. L'Auda Ķekava ha vinto il campionato ottenendo la promozione in massima serie.

## Stagione

### Formula
Le otto squadre partecipanti si affrontavano in doppi turni di andata e ritorno per un totale di 28 incontri per squadra. La vincitrice veniva promossa in Virslīga 2002, mentre le ultime due erano retrocesse in 2. Līga.
Erano assegnati tre punti per la vittoria, uno per il pareggio e zero per la sconfitta.

## Squadre partecipanti
| Club               | Città      | Stagione precedente                                                  |
| ------------------ | ---------- | -------------------------------------------------------------------- |
| Akora Seda         | Seda       | ? in 2. Līga                                                         |
| Auda Ķekava        | Rīga       | 3° in 1. Līga                                                        |
| JFC Skonto Riga    | Rīga       | ? in 2. Līga                                                         |
| Rēzekne            | Rēzekne    | 6° in 1. Līga                                                        |
| RAF Jelgava        | Jelgava    | ? in 2. Līga                                                         |
| RKB-Arma Rīga      | Rīga       | 4° in 1. Līga                                                        |
| Robežsardze Ludza  | Ludza      | 6° in 1. Līga, retrocesso e poi ripescato per la rinuncia del Saldus |
| Skonto/Metāls Rīga | Rīga       | 2° in 1. Līga                                                        |
| Zibens/Zemessardze | Daugavpils | 3° in 1. Līga                                                        |

## Classifica finale
|  | Pos. | Squadra            | Pt | G  | V  | N  | P  | GF | GS  | DR  |
|  | ---- | ------------------ | -- | -- | -- | -- | -- | -- | --- | --- |
|  | 1.   | Auda Ķekava        | 59 | 28 | 16 | 11 | 1  | 70 | 22  | +48 |
|  | 2.   | RKB-Arma Rīga      | 54 | 28 | 16 | 6  | 6  | 93 | 52  | +41 |
|  | 3.   | Skonto/Metāls Rīga | 51 | 28 | 15 | 6  | 7  | 69 | 41  | +28 |
|  | 4.   | RAF Jelgava        | 48 | 28 | 14 | 6  | 8  | 62 | 33  | +29 |
|  | 5.   | Robežsardze        | 36 | 28 | 11 | 3  | 14 | 63 | 62  | +1  |
|  | 6.   | JFC Skonto Rīga    | 29 | 28 | 9  | 5  | 15 | 52 | 63  | -11 |
|  | 7.   | Akora Seda         | 19 | 28 | 5  | 4  | 19 | 32 | 89  | -57 |
|  | 8.   | Rēzekne            | 18 | 28 | 5  | 3  | 20 | 32 | 111 | -79 |

## Verdetti finali
- Auda promosso in Virslīga 2002.
- Akora Seda' e Rēzekne retrocessi in 2. Līga.